# José Catalá
José Manuel Catalá Mazuecos (La Vila Joiosa, 1º gennaio 1985) è un ex calciatore spagnolo, di ruolo difensore.

## Caratteristiche tecniche
È un difensore terzino che può giocare sia come centrale che come terzino sinistro. Quando gioca sulla fascia, in fase offensiva, arriva fino alla linea di fondo e serve molti con molti cross lunghi i compagni attaccanti. È bravo con il piede sinistro e per questo motivo si incarica spesso della battuta dei calci di punizione indiretti.

## Carriera

### Club
Durante la sua carriera ha giocato con varie squadre di club, tra cui il Villarreal, in cui ha debuttato con la prima squadra nel 2010. Il 14 agosto 2012 firma un contratto triennale con il Real Murcia.